# Plettenberg (Berg)
Der Plettenberg (lokale Dialektform: die Bloachta bzw. die Plaikten) ist ein 1001,7 m ü. NHN hoher, markanter Berg am Westrand der Schwäbischen Alb. Er ist einer der am weitesten aus dem Mittelgebirge herausragenden Berge; der auf ihm erbaute 158 Meter hohe Fernmeldeturm ist aus großer Ferne gut zu erkennen. Der Plettenberg gehört neben der Lochen (964 m ü. NHN) und dem Schafberg (1000 m ü. NHN) zu den so genannten Balinger Bergen, von denen er der höchste ist. Als zehnthöchster Berg der Schwäbischen Alb und des Großen Heubergs gehört der Plettenberg trotzdem nicht zur Region der 10 Tausender, obwohl diese Region organisch anschließt. Er gilt als eine der Hauptattraktionen des Naherholungsgebietes „Oberes Schlichemtal“.
Auf dem Hochplateau des Plettenbergs wird seit Jahrzehnten Kalkstein abgebaut und mit der Materialseilbahn Dotternhausen–Plettenberg zur mehrere hundert Meter tiefer gelegenen Talstation des Zementwerks bei Dotternhausen befördert.

## Geographie

### Lage
Der Plettenberg liegt oberhalb des Oberen Schlichemtals und ist von den Städten und Gemeinden Schömberg, Dotternhausen, Roßwangen (Stadtteil von Balingen), Hausen am Tann und Ratshausen umgeben.

### Geomorphologie
Das Plettenbergmassiv hat als Auslieger- bzw. Tafelberg drei Gipfelpunkte. Der mittlere Hauptgipfel (Dotternhauser Hörnle) war ursprünglich 1005 m ü. NHN hoch, dieser Gipfel ist inzwischen abgetragen. In seiner Nähe befindet sich mit einer Höhe von 1002 m ü. NHN der heutige höchste Punkt des Plettenberg, welcher unmittelbar an der Abbaugrube liegt. Der nördliche Gipfel (Roßwanger Hörnle) hat eine Höhe von 988 m ü. NHN, auf dem sich der Fernmeldeturm befindet. Der südliche Gipfel (Ratshauser Hörnle) erreicht 999 m ü. NHN. Am Südrand dieses Gipfels befindet sich die Burgstelle Burgstall. Mit dem nordöstlich von ihm gelegenen Schafberg ist er durch einen Bergsattel verbunden.

## Natur

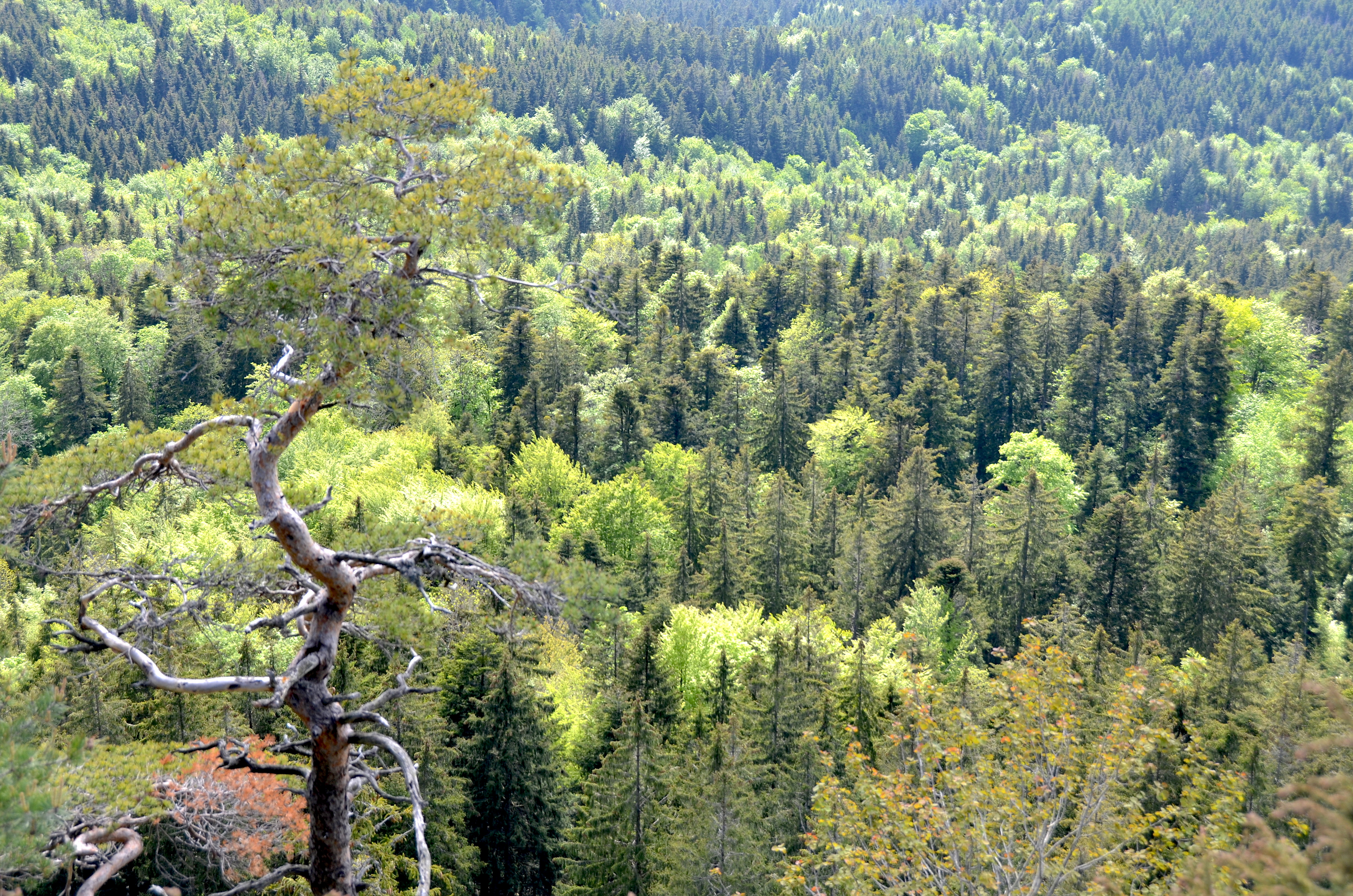
Blick auf den Bergmischwald unterhalb des Plettenkellers

Auf der Hochfläche des Plettenbergs gibt es noch einige Wacholderheiden und Wacholdersträuche, auf denen man auch für den Plettenberg und die Alb typischen Silberdisteln, vereinzelt auch die selteneren Golddisteln antrifft. Diese Flächen stehen unter Naturschutz. Dort können auch seltene Schmetterlinge wie
Argynnis aglaja (Großer Perlmuttfalter), Callophrys rubi (Grüner Zipfelfalter), Erebia medusa (Rundaugen-Mohrenfalter) und Zygaena viciae (Kleines Fünffleck-Widderchen),
Argynnis adippe (Feuriger Perlmuttfalter),
Boloria dia (Magerrasen-Perlmuttfalter),
Boloria euphrosyne (Silberfleck-Perlmuttfalter),
Coenonympha arcania (Weißbindiges Wiesenvögelchen),
Colias alfacariensis (Hufeisenklee-Widderchen),
Cupido minimus (Zwergbläuling),
Erebia aethiops (Graubindiger Mohrenfalter),
Erebia ligea (Weißbindiger Mohrenfalter),
Erynnis tages (Kronwicken-Dickkopffalter), Hamearis lucina (Schlüsselblumen-Würfelfalter),
Lasiommata maera (Braunauge),
Lasiommata megera (Mauerfuchs),
Limenitis camilla (Kleiner Eisvogel),
Nymphalis antiopa (Trauermantel),
Polyommatus bellargus (Himmelblauer Bläuling),
Polyommatus coridon (Silbergrüner Bläuling),
Polyommatus semiargus (Rotklee-Bläuling),
Satyrium w-album (Ulmen-Zipfelfalter),
Zygaena fausta (Bergkronwicken-Widderchen) und
Zygaena transalpina (Hufeisenklee-Widderchen) beobachtet werden.
Unterhalb der Hochfläche ist der Berg von Mischwald bedeckt, der zum Großteil aus Buchen, Fichten und Weiß-Tannen besteht. Im Frühjahr wächst am Hang des Berges Bärlauch.

### Plettenkeller
Am sogenannten Plettenkeller, einer über 100 m hohen Felswand natürlichen Ursprungs ereignete sich im Jahr 1851 ein Bergsturz und 2013 ein kleinerer Felssturz. Das Gebiet einschließlich eines schmalen Streifens auf der angrenzenden Hochfläche wurde im Jahr 1984 zum Naturschutzgebiet verordnet. Es umfasst eine Größe von 37,5 Hektar. Hier findet sich eine unberührten Wald- und Mooslandschaft, große heruntergestürzte Kalkfelsen, Blockhalden und seltene Bärlappgewächse anzutreffen.

## Kalksteinabbau

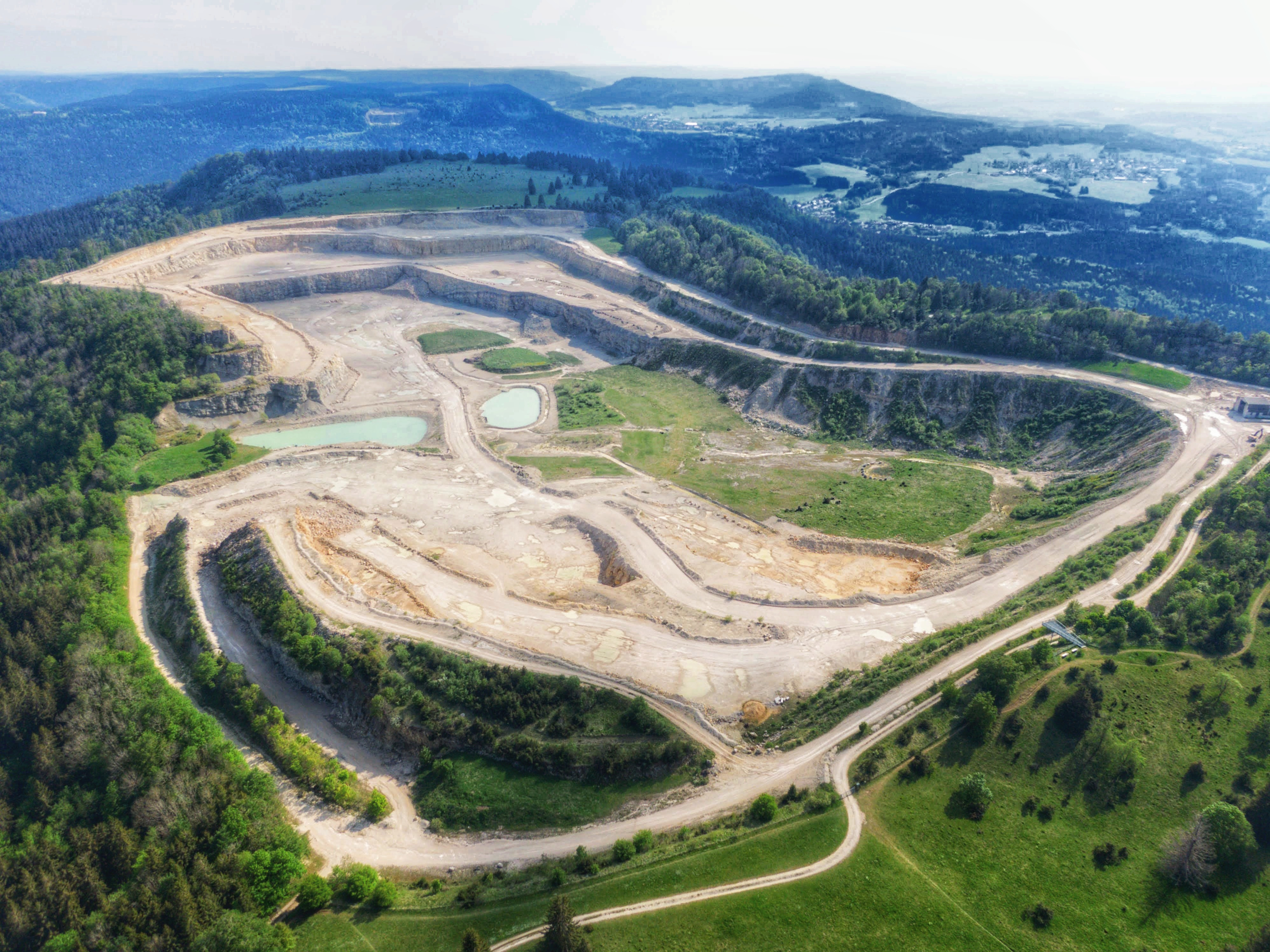
Luftbild des Steinbruchs des Zementwerks Dotternhausen mit kleinem See

Seit 1908 wird auf dem Plettenberg Kalkstein zur Zementproduktion gewonnen. Das aus dem Berg gewonnene Gestein wurde ab 1909 mit einer Drahtseilbahn nach Balingen zur dortigen Balinger Cementfabrik transportiert. Das Werk musste im Jahr 1926 aufgrund finanzieller Schwierigkeiten aufgegeben werden, deshalb wurden auch die Arbeiten im Kalksteinbruch vorläufig beendet. Die Drahtseilbahn nach Balingen wurde abgebaut, von ihr zeugt noch ein Mastfundament am Nordhang Richtung Roßwangen.
Im Jahre 1939 wurde in Dotternhausen das Portlandzementwerk Rudolf Rohrbach KG erbaut, das den Steinbruch übernahm und den Kalksteinabbau wieder aufnahm. Die heutige Holcim (Süddeutschland) GmbH, bis 2002 Rohrbach-Zement GmbH & Co. KG, betreibt diesen Steinbruch auch heute noch für die Zementproduktion. Täglich 3000 Tonnen Kalkstein aus dem anstehenden Weißen Jura werden hier aus dem Berg gesprengt, zerkleinert und mit der 2,3 Kilometer langen Materialseilbahn Dotternhausen–Plettenberg abtransportiert.
Eine Bürgerinitiative beobachtet die Eingriffe und möchte den Erholungswert des Plettenbergs erhalten. Teile des Steinbruchs werden seit einigen Jahren schrittweise rekultiviert, Schafherden sollen der Verbuschung im Abbaugebiet entgegenwirken, um die spezielle Flora langfristig zu erhalten. An den Steilhängen und Kanten des Steinbruches wurden im Verlauf etwa 1000 junge Bäume gepflanzt, um einen naturnahen Bergwald zu schaffen.

### Materialseilbahn Dotternhausen–Plettenberg
Die Materialseilbahn für den Transport des Kalksteins wurde im Jahr 1942 erbaut und 1971 modernisiert. Sie verläuft von der Westseite des Plettenbergs bis ins Zementwerk in Dotternhausen und überquert dabei unter anderem die Bundesstraße 27. Es ist eine Waggonrundlaufseilbahn mit 65 Lorenwagen, die jeweils ein Fassungsvermögen von 1,7 Tonnen haben.

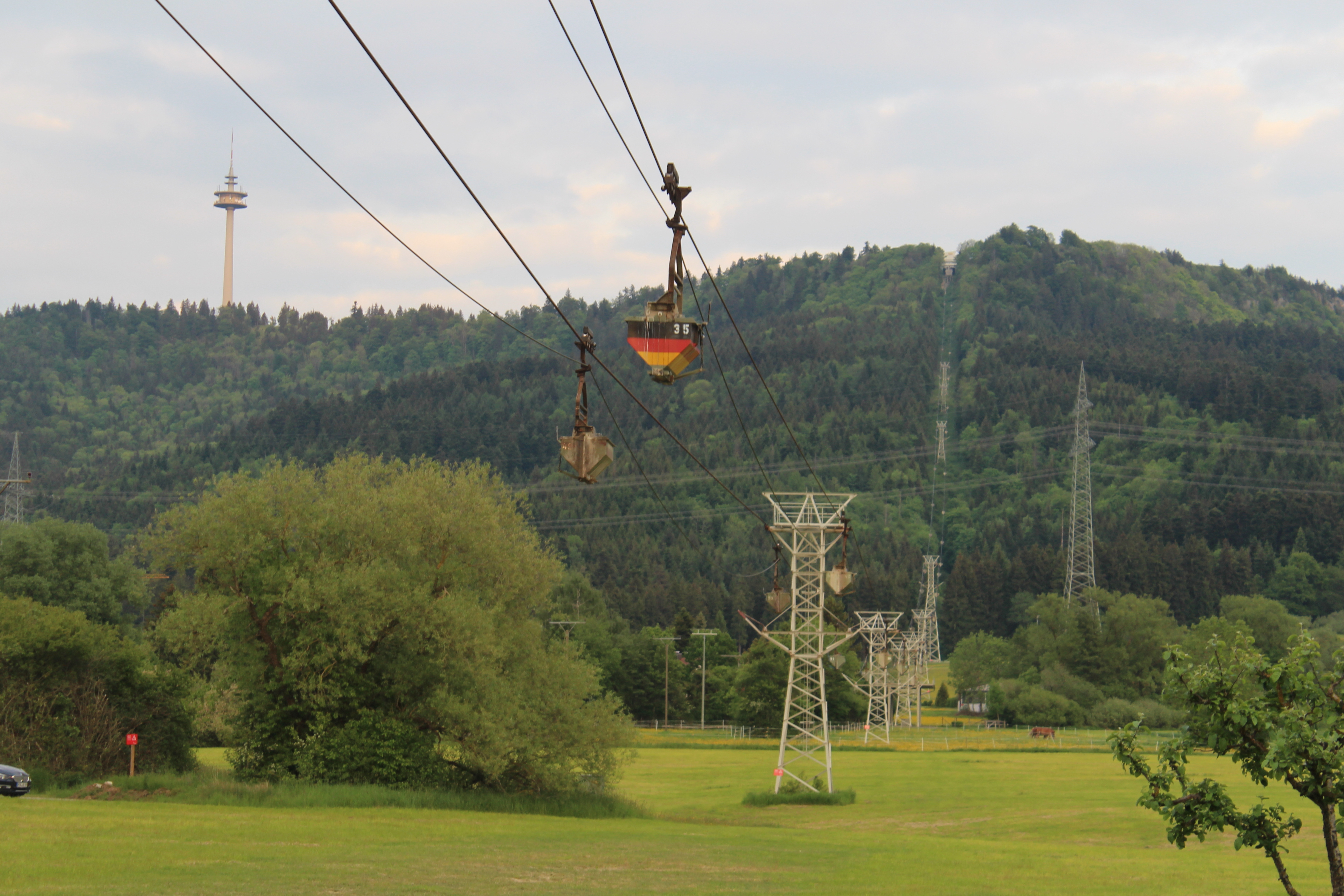
Materialseilbahn Dotternhausen-Plettenberg, nahe der Talstation

Eine vollständige Erneuerung der Seilbahn wurde im September 2020 durchgeführt. Mit dieser Maßnahme wurde die Beförderungsleistung, nicht aber die Abbaumenge erhöht, wodurch der bisher nicht unübliche Wochenendbetrieb der Seilbahn eingestellt wurde. Es sollte auch eine Möglichkeit geschaffen werden, mit ihr Personen zu transportieren. Der Planfeststellungsbeschluss wurde durch das Regierungspräsidium Tübingen im Dezember 2019 erlassen. Nach der Fertigstellung waren die Lärmemissionen im nicht akzeptablen Bereich, weswegen der Regelbetrieb weiterhin nicht aufgenommen werden konnte (Stand: Dezember 2020).

## Fernmeldeturm

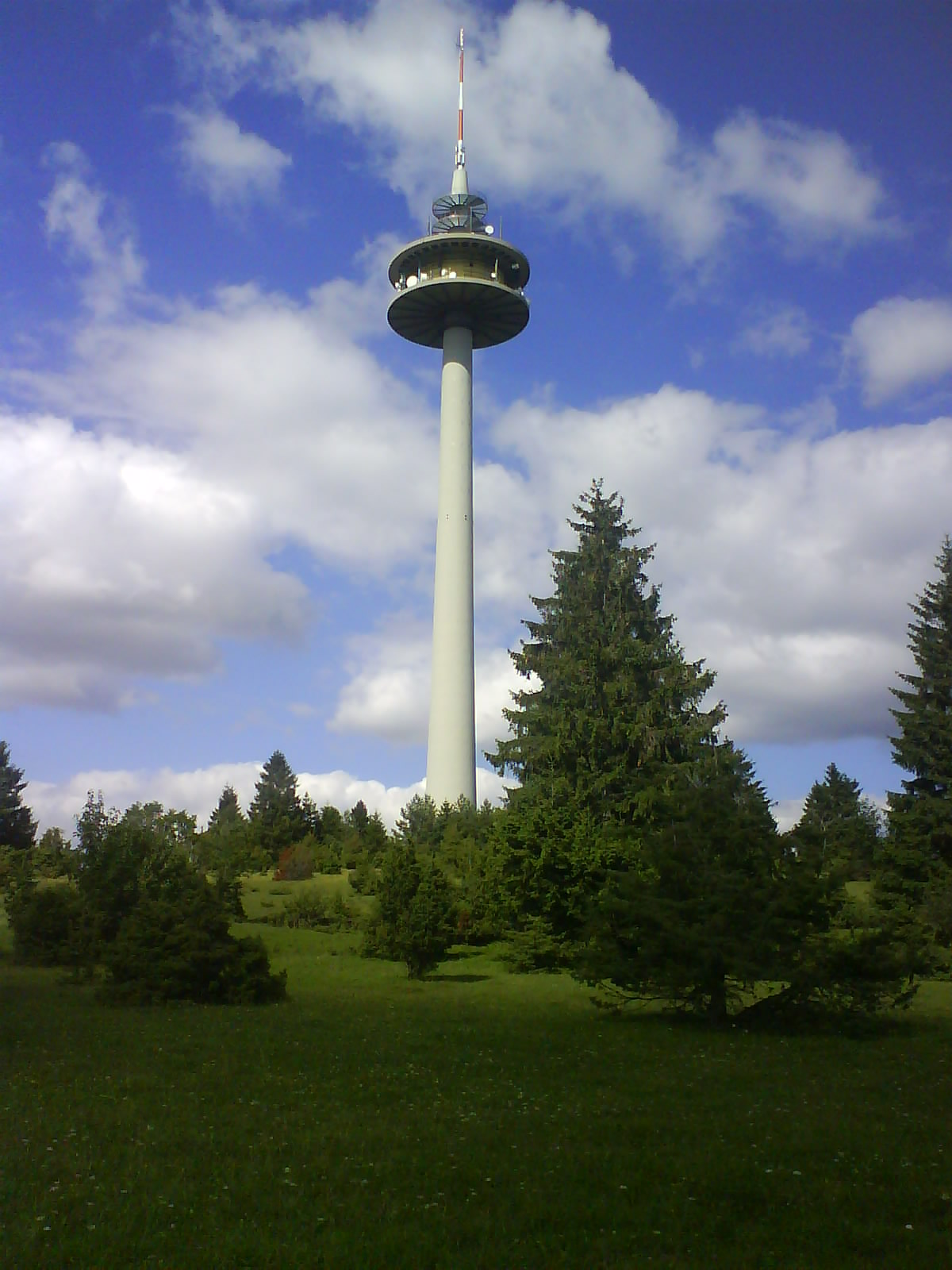
Fernmeldeturm mit Wacholdersträuchern im Vordergrund

Die Deutsche Funkturm GmbH, Tochtergesellschaft der Deutsche Telekom AG betreibt auf der Nordspitze des Plettenbergplateaus einen 158 Meter hohen Fernmeldeturm (Typenturm aus Stahlbeton, FMT 13), der 1980 erbaut wurde.

## Tourismus

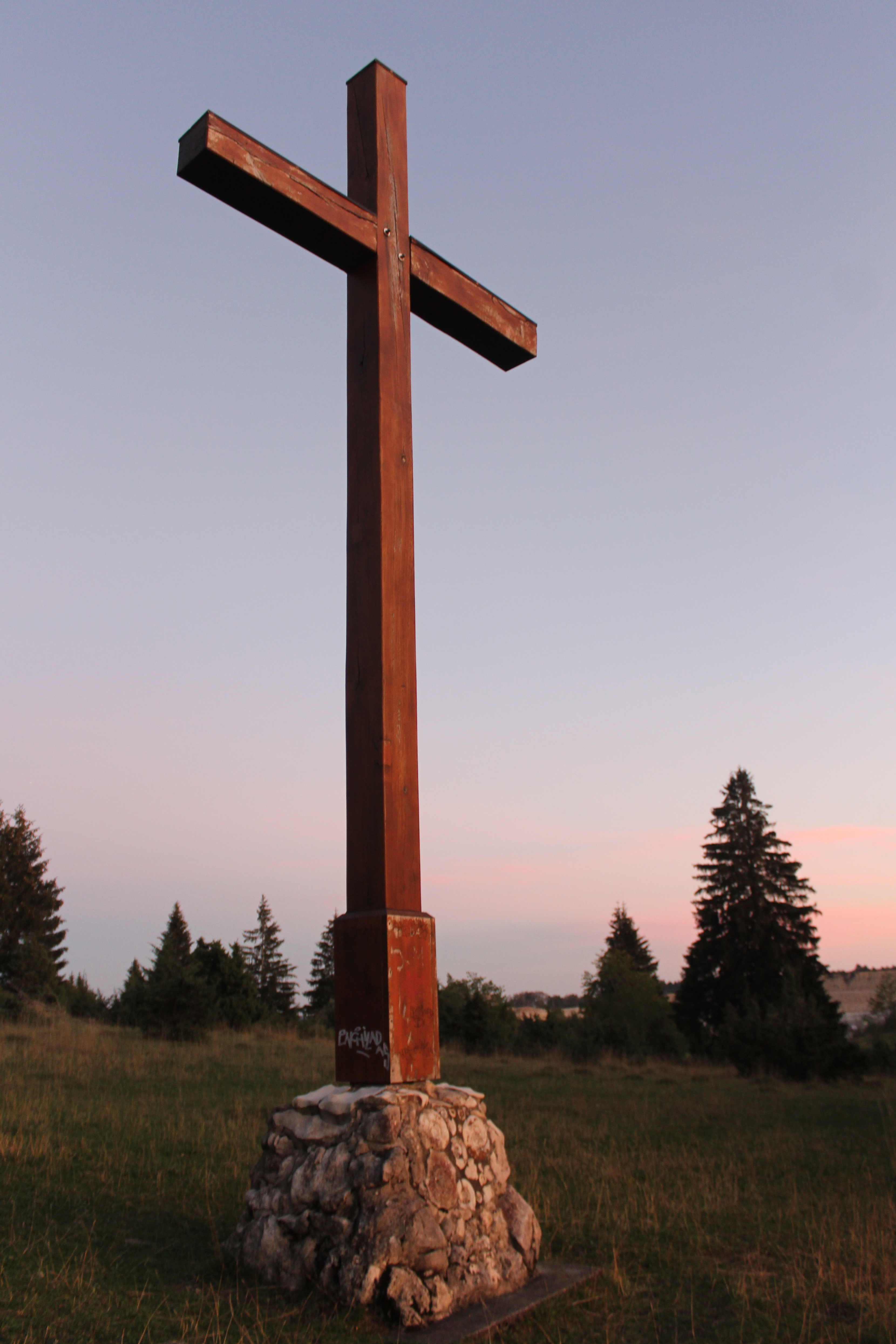
Gipfelkreuz am Roßwanger Hörnle, nördlich des Kalksteinbruchs

### Besteigung und Wanderwege
Der Plettenberg ist ein Hauptziel des Tourismusgebietes Oberes Schlichemtal. Zahlreiche Wanderwege erschließen den Berg, die Hochfläche ist von allen Seiten gut zu erreichen. Einige Wege sind hier sehr anspruchsvoll, wie die Steilaufstiege von Ratshausen, Schömberg (Känzele) und Dotternhausen (Eselsteigle/Russawägle), welche Trittsicherheit und Schwindelfreiheit verlangen. Es werden auf diesen Aufstiegen jeweils knapp 400 Höhenmeter erklommen. Auf etwa halber Strecke an der Auffahrt von Dotternhausen aus, steht ein kleiner Brunnen (Brünnele), welcher vom Schwäbischen Albverein, Ortsgruppe Dotternhausen, erbaut wurde und an dem man sich bei warmen Temperaturen abkühlen kann.
Zwei Hauptwanderwege des Schwäbischen Albvereins verlaufen über den Plettenberg: Der Hauptwanderweg 1 (Schwäbische-Alb-Nordrand-Weg) und der Hauptwanderweg 3 (Main-Neckar-Rhein-Weg). Geführte Wanderungen werden vom NABU und vom Schwäbischen Albverein angeboten.

### Aussichtspunkte
Da der Plettenberg ein sehr weit aus der Linie des Albtraufs herausragender Berg ist, hat man dort bei gutem Wetter eine gute Fernsicht in den Schwarzwald, die Vogesen, das Albvorland bis hinter Stuttgart, die anderen Albberge sowie Oberschwaben, die Bodenseeregion und die Alpen. Geeignete Aussichtspunkte gibt es an den baumfreien Steilkanten des Berges, z. B. am Ratshausener Hörnle oder am Gipfelkreuz des Roßwanger Hörnle.
Der Plettenberg wird bereits seit dem frühen 19. Jahrhundert in vielen Wanderführern erwähnt, so z. B. in Gustav Schwabs Wanderführer Wegweiser und Reisebeschreibung unter dem Titel Die Neckarseite der Schwäbischen Alb, in welchem eine Wanderung von Balingen auf den Plettenberg (Höhe 3520 Würt. Fuß) beschrieben wird. Ebenso wurde der Plettenberg von Julius Wais, der zu Beginn des 20. Jahrhunderts Autor vieler Wanderführer war, als einer der schönsten Aussichtspunkte Württembergs erwähnt.

### Plettenberghütte
Auf dem Berg an der Zufahrtsstraße von Dotternhausen befindet sich auf 970 m ü. NHN seit der Einweihung am 21. Mai 1967 die Plettenberghütte (Schafhaus). Nach der Erweiterung des Kalksteinabbaugebietes musste das Alte Schafhaus 1957 weichen. Auf Antrag des Schwäbischen Albvereins Ortsgruppe Dotternhausen wurde eine neue Hütte außerhalb von potentiellen Erweiterungsflächen erbaut. Bis 2011 wurde die Hütte vom Schwäbischen Albverein bewirtschaftet, seither ist sie privat verpachtet und hat an Sonn- und Feiertagen ganzjährig geöffnet. Um die Plettenberghütte befinden sich eine Grillstelle sowie ein kleiner Spielplatz.
Die Hütte ist nicht an das Wassernetz angeschlossen. Die Toilettenspülungen werden aus einer Regenwasserzisterne gespeist, Trinkwasser wird in Kanistern zur Hütte gebracht.
Zwar liegt die Hütte außerhalb der Erweiterungsflächen für den Kalksteinabbau, allerdings in unmittelbarer Nähe. Aufgrund der nicht mehr zeitgemäßen gastronomischen Standards käme ein Neubau an einem anderen Ort auf dem Plettenberg grundsätzlich in Frage.

## Wissenswertes

### Historisches und Traditionen

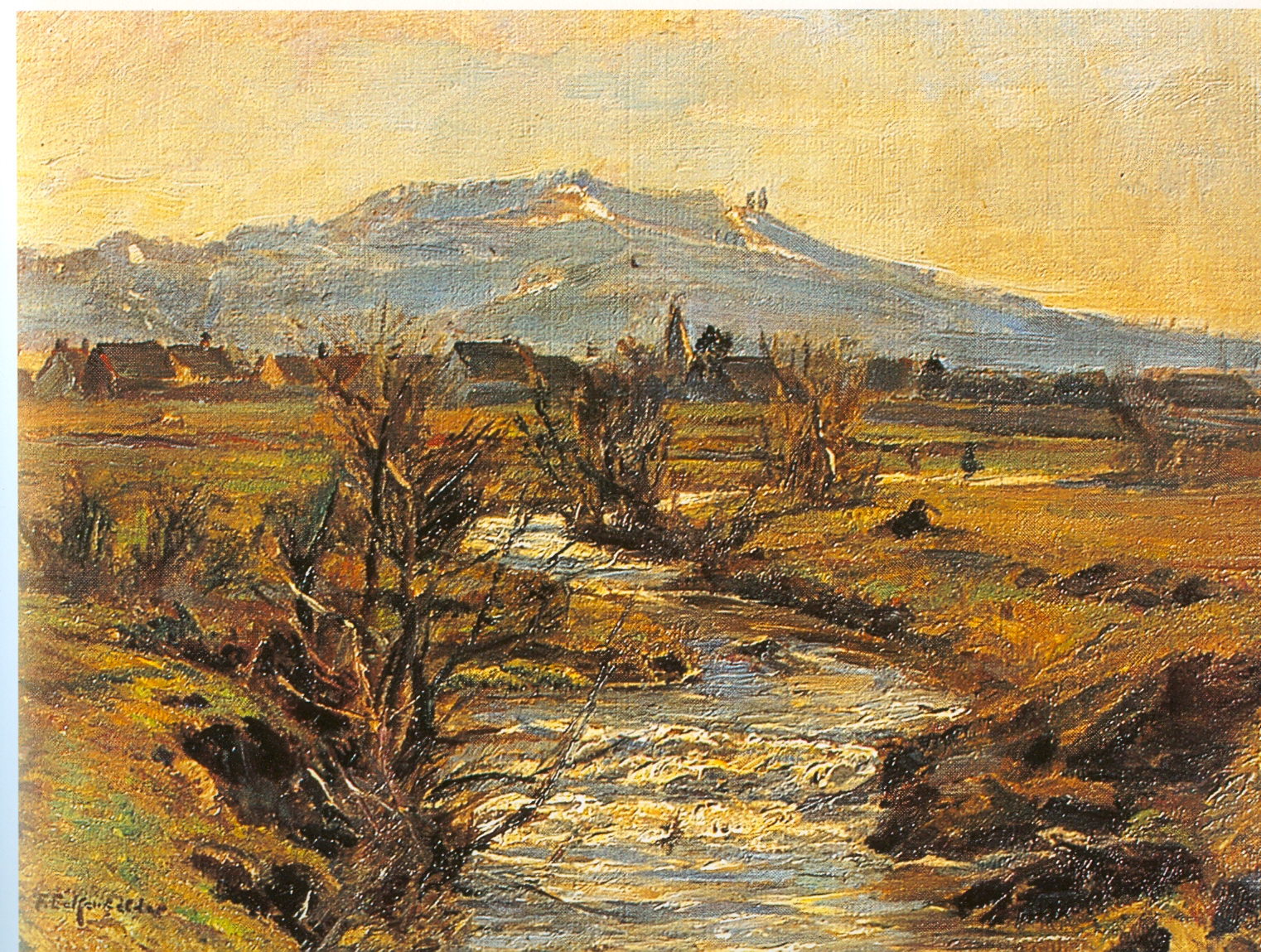
Der Plettenberg in einem historischen Gemälde von Friedrich Eckenfelder (1910)

Der Plettenberg wird von den Bewohnern der umliegenden Gemeinden auch „Bloachta“ („der Gebleichte“) genannt. Das ist die heutige Dialektform des alten Namens des Bergs, „Plaikten“, der vermutlich keltischen Ursprungs ist, worauf, wie bei der benachbarten Lochen, das feminine Genus des Namens hindeutet.
Am südlichen Ende des Plettenbergs liegen Grabenreste der Burg Plettenberg aus dem 12. Jahrhundert.
An der nördlichen Spitze des Berges, im Bereich des Fernmeldeturmes, befinden sich die nur noch schwach erkenntlichen Reste einer vorgeschichtlichen Befestigungsanlage.
Aus Dankbarkeit dafür, dass Dotternhausen den Zweiten Weltkrieg fast unbeschadet überstanden hatte, errichteten die Einwohner 1947 an der Nordseite des Plettenbergs ein Bergkreuz aus Eichenholz (restauriert 1997). Von 1968 bis 1986 wurde an dieser Stelle jährlich am Pfingstsonntag eine Bergmesse gefeiert.
Um den 21. Juni veranstaltet der Schwäbische Albverein Dotternhausen eine Sonnwendfeier auf dem Plettenberg mit einem großen Feuer, das bei guter Sicht auch im Tal und vom Vorland von weither sichtbar ist.

### Sagen
Der berüchtigte Räuber Hannikel soll die Blochta heimlich aufgesucht haben, um Heilkräuter zur Wundversorgung zu pflücken. Seither wird das auf dem Plettenberg wachsende Johanniskraut Hannikelkraut genannt.